# Lalića kula (Mostarska Vrata)
Lalića kuća  stambeno-fortifikacijski objekt na jugoistočnoj padini brda Buturovice kod Ljubuškog, s južne strane starog puta prema Starom gradu Ljubuškom. Sagrađena je 1774. godine što je vidljivo na rubu ulaznih vrata ogradbenog zida na kojem je uklesana hidžretska 1188. godina (po gregorijanskom kalendaru 1774.). Graditeljsku cjelinu čine: kula, kuća za stanovanje sa stajom i kovačnicom u podrumu, kuća kuhača i kuća za poslugu. Objekti se nalaze unutar visokih kamenih zidova od lomljenog vapnenca u malteru koji su na nekim dijelovima oštećeni.
Kula, u osnovi četverokut dimenzija 6×6,35 m, zgrada je s visokim prizemljem i dva kata. Visina jugoistočnog zida je 8,50 m, sjeverozapadnog 7,50 m, a ukupna visina kule je 10,35 m. Kula je zidana lomljenim kamenom vapnencom u vapnenačkom malteru s provezanim tesancima na kutovima objekta. Konstrukcije između katova na svim su etažama hrastove grede, i danas u dobrom stanju. Pokrivena je dvovodnim krovom od ploča kamena škriljca. Puškarnice postoje u jugozapadnom, sjeverozapadnom i sjeveroistočnom zidu prvog i drugog kata, a na sjeverozapadnom zidu orijentiranom na put postoji i mašikula. Kuća za stanovanje sa stajom i kovačnicom u podrumu četverokutni je objekt dimenzija 9,50×9,50 m. Pokrivena je četverovodnim krovom i posjeduje podrum. S obzirom na to da su u kući pronađeni ostatci potkovica i alata za njihovu izradu i kako je kuća imala direktan izlaz na ulicu, vjerojatno je u njenom sjeveroistočnom dijelu bila kovačnica i staja za konje. Zidana je lomljenim kamenom vapnencom u vapnenačkom malteru s provezanim tesancima na kutovima objekta. Pokrivena je četverovodnim krovom s pločama od kamena škriljca. Jugozapadno od kule i kuće za stanovanje nalazi se kuća kuhača-kuhinja. Objekt je dimenzija 4,50x5,50m, pokriven jednovodnim krovom od kamenih ploča. U sjeverozapadnom zidu nalazilo se ognjište. Zidana je lomljenim vapnenačkim kamenom u vapnenačkom malteru. Kuća za poslugu nalazila se uz jugozapadni zid kuće kuhače. Dimenzije objekta su 7,50×4,50m. Imala je podrum i kat, a bila je pokrivena dvovodnim krovom. Zapadno i sjeverno od nje postojale su još dvije kuće čiji su oskudni ostatci zarasli u vegetaciju. Ispod nje se nalazila čatrnja.
S Lalića kule pruža se pogled ka prilaznim putevima iz pravca sjeveroistoka, istoka, juga i jugozapada a i prema Ljubuškom u dolini. Najbrojnije danas očuvane kule ovog tipa nalaze se na području nekadašnje granice prema Dalmaciji i Crnoj Gori što se može tumačiti strateškim razlozima.